# 葉戴霞
葉戴霞（Taisia Yastreboff，？—）是菲律賓的俄羅斯人，跳水運動員。父母為上海白俄並加入中華民國國籍，後前往菲律賓馬尼拉經商，她也跟著在當地學習跳水運動。1958年亞洲運動會，葉戴霞原本要代表菲律賓參賽，但卻發現她所持為中華民國護照身份，轉而代表中華民國參賽，最終獲得女子3米跳板比賽銅牌，這也是台灣第一枚亞運會跳水獎牌及迄今唯一一枚女子跳水獎牌。